# 難治性癲癇
耐药性癫痫又稱难治性癫痫，是指经过适当的抗癫痫正规治疗，并且服用的药物浓度在有效范围以内，但经至少2年观察，发作仍频繁，至少每月4次以上的癲癇患者。已知大约 30% 的癫痫患者具有耐药性。 